# 伊木忠次
伊木 忠次（いぎ ただつぐ）は、戦国時代から江戸時代初期にかけての武将。伊木家初代当主。

## 生涯
天文12年（1543年）に香川七右衛門の子として尾張清洲で生まれたとされる。最初の名乗りは、香川長兵衛（または清兵衛）で、織田氏に仕えた。
織田信長の美濃攻めに従軍し、永禄4年（1561年）に犬山城の対岸にある伊木山に拠った斎藤勢を攻めた際に著しい武功を挙げた。この功により信長より「伊木」の姓を賜り、伊木山への築城を許され、伊木山城を構えたとされる。また、信長の重臣で家臣団を充足する必要に迫られた池田恒興の意向により、恒興の家臣の森寺秀勝から誘われて恒興に仕えた。家臣となった時期は永禄3年（1560年）とも永禄4年（1561年）とも伝えられているが、定かではない（前述の伊木姓の逸話との適合性も含めて）。
天正10年（1582年）の本能寺の変で信長横死後、主君・恒興は羽柴秀吉（のちの豊臣秀吉）に与し、山崎の戦いや清洲会議にて活躍し、天正11年（1583年）美濃大垣城13万石の城主となった。また池田家でも、病床に伏せる重臣筆頭の森寺秀勝に代わり、忠次が中心的役割を担うようになる。
天正12年（1584年）の小牧・長久手の戦いにおいて、池田家中が織田方か羽柴方につくかで揉めると、忠次は「秀吉に御味方有て先祖の家を起し、旧功の者をも取立有は、子孫繁栄疑あるへからず」と述べて羽柴方への加担を勧めた（『池田家履歴略記』）。この戦いで恒興と元助の主君父子が敗死すると、忠次は恒興の次男・輝政に池田家を相続させるよう秀吉に働きかけた。しかし、秀吉は合戦での池田家の失態を責めて相続を認めず、逆に忠次を諏訪高島城6万石の大名として秀吉の直臣に取り立てる話を持ち出した。これを忠次は固辞し、池田家の弁明に努め、輝政の家督相続を認めさせた。6月には織田方の不破広綱が守る尾張竹鼻城攻めに加わり、後の天正13年（1585年）には城主となり知行を加増されている。天正17年（1589年）に秀吉より美濃葉栗郡で5000石の知行を与えられた。これは秀吉が陪臣の忠次に直接与えたもので、しかもこの5000石は無役で軍役の義務は無かったとされている。この時に秀吉愛用の陣羽織を与えられた。
天正18年（1590年）の小田原征伐の後、輝政が三河国吉田城15万3千石に加増転封されると、忠次もそれに伴い田原城1万5千石（または1万7千石）の城主となる。なお、輝政は父と兄を討った徳川家康を恨んでおり、輝政を懐柔するために家康から秀吉を通じて次女・督姫との婚姻を持ちかけられていた。忠次は輝政から拒絶の相談を受けていたが、有効な解決策を見出せずにおり、結局輝政は文禄3年（1594年）に正室の糸姫（中川清秀の娘）との離婚に踏み切り、督姫を継室に迎えることとなった。
しかし秀吉の死後、輝政はこの姻戚関係を利用して家康に接近し、慶長5年（1600年）の関ヶ原の戦いでは東軍に与して岐阜城の戦いに参戦した。忠次は輝政を補佐して8月22日、岐阜城攻防戦の際に上宮寺に対して文書を発給している（『上宮寺文書』）。
慶長6年（1601年）、戦功を認められ輝政は姫路城52万石に加増され、筆頭家老の忠次は播磨三木城3万7千石を与えられた。慶長8年（1603年）、伊木家は平姓鎌倉氏の末裔を名乗っていたが橘姓を下賜され、忠次は従五位下・豊後守を拝任した。同年、忠次は輝政の子・忠継が備前岡山城主となると仕置家老に片桐長政、忠継の弟・忠雄が淡路国洲本城主となると荒尾成房を仕置家老として配する役割を果たした。
この年の11月10日に死去、享年61。位牌所は兵庫県三木市の勝入寺（現在の正入寺）。家督は嫡男の忠繁が継いだ。

## 人物像
忠次は陪臣ながら秀吉に認められるほどの実力者であり、小牧・長久手後に若年の輝政が家督を継ぐと、秀吉は池田家中に対して「老練な忠次を恒興同様に思って、輝政に忠誠を尽くせ」と命じたという（『池田家履歴略記』）。
関ヶ原後に輝政が大幅に加増されると、輝政は新しい家臣の召し抱えに血道を上げた。忠次はこれを危ぶみ（譜代の家臣が池田家を見限りかねないから）、輝政に長く苦楽を共にした譜代の家臣をいたわり重用するように諌め、輝政も「諫言を一生忘れない」と受け入れたという（『名将言行録』）。なお、輝政の孫・光政も側近が新しい軍学者の召し抱えを提言した際に「当家には当家の軍法がある」として一蹴しており、忠次の諫言が後代まで生きていたことをうかがわせている。
忠次は恒興を救えなかったことを悔やんでおり、三木城下に廃絶していた寺院を再建し、正入寺と名付けている。この名は恒興の法号である「勝入」にちなんだものであった。

## 系譜
- 父：香川七右衛門
- 母：不詳
- 正室：森田氏
  - 長女：池田長吉正室
  - 次女：池田長吉継室
- 継室：盛寿院 - 日根野高吉娘
  - 長男：伊木忠繁（1581-1616）
  - 次男：伊木幸雄
  - 三男：伊木忠幸

同じ恒興重臣である森田氏の娘で、2女をもうけた正室は、若くして死去した。継室に日根野高吉の娘・盛寿院を迎え、4男をもうけた。
長女は池田長吉の正室となったが早世し、その継室となった次女も早世した。忠繁へ家督を譲った際に、次男の幸雄（日向）へ4千石を分与、輝政からの加増1千石を合わせた5千石をもって伊木日向家を興させた。なお、4代・忠義が伊木宗家を継いだため、伊木日向家は廃絶している。
三男の忠幸（伊織）は、元和元年（1615年）池田輝澄の山崎藩主就任に伴い、その家老となったが、寛永17年（1640年）に起こった池田騒動に引責し、幕府より切腹を命じられた。
忠次の子孫は岡山藩の筆頭家老職を世襲し、徳島藩の稲田氏や仙台藩の片倉氏と共に「天下の三大家老」と呼ばれた。幕末の当主・伊木忠澄は国事に奔走し、坂本龍馬とも親交があった。